# Claudine Guilmain
Claudine Guilmain est une réalisatrice française née le 9 février 1944 à Poitiers.

## Biographie
Agrégée de lettres classiques en 1968, Claudine Guilmain a travaillé à l'ORTF après ses études à l'IDHEC et a été l'assistante d'Éric Rohmer. 
Première femme ayant obtenu le prix de Rome du cinéma (elle séjourne à la Villa Médicis de 1971 à 1973), elle a réalisé deux longs métrages qui ont été présentés au festival de Cannes dans la sélection Perspectives du cinéma français.

## Filmographie
- 1975 : Véronique ou l'été de mes 13 ans
- 1980 : La Femme intégrale
- 1984 : Jane (téléfilm)